# Museo dell'Architettura di Breslavia
Il Museo di Architettura (in polacco Muzeum Architektury) si trova a Breslavia, in Polonia. Il museo è stato fondato nel 1965 e si trova nella storica città vecchia.
Il museo è l'unico di architettura in Polonia. Si trova in un insieme di edifici post-Bernardini del XV secolo, tra cui la chiesa di San Bernardino di Sienna. Il Museo di Architettura è stato un membro fondatore della Confederazione Internazionale dei Musei Architettonici (ICAM).
Le collezioni del museo illustrano l'evoluzione dell'architettura in generale, anche se con un focus specifico sulla Polonia. La più grande collezione di vetrate in Polonia si trova qui. Le mostre permanenti in mostra sono: "Reliche dell'architettura medievale di Breslavia"; "Artigianato architettonico dal XII al XX secolo"; "Breslavia: ieri, oggi, domani"; "L'arte della geometria: una galleria di arte geometrica e costruttivista polacca".